# Mlînți, Kozova
Mlînți (în ucraineană Млинці) este un sat în comuna Horodîșce din raionul Kozova, regiunea Ternopil, Ucraina.

## Demografie
Componența lingvistică a localității Mlînți
     Ucraineană (98,67%)
Conform recensământului din 2001, majoritatea populației localității Mlînți era vorbitoare de ucraineană (98,67%), existând în minoritate și vorbitori de alte limbi.